# جيرو

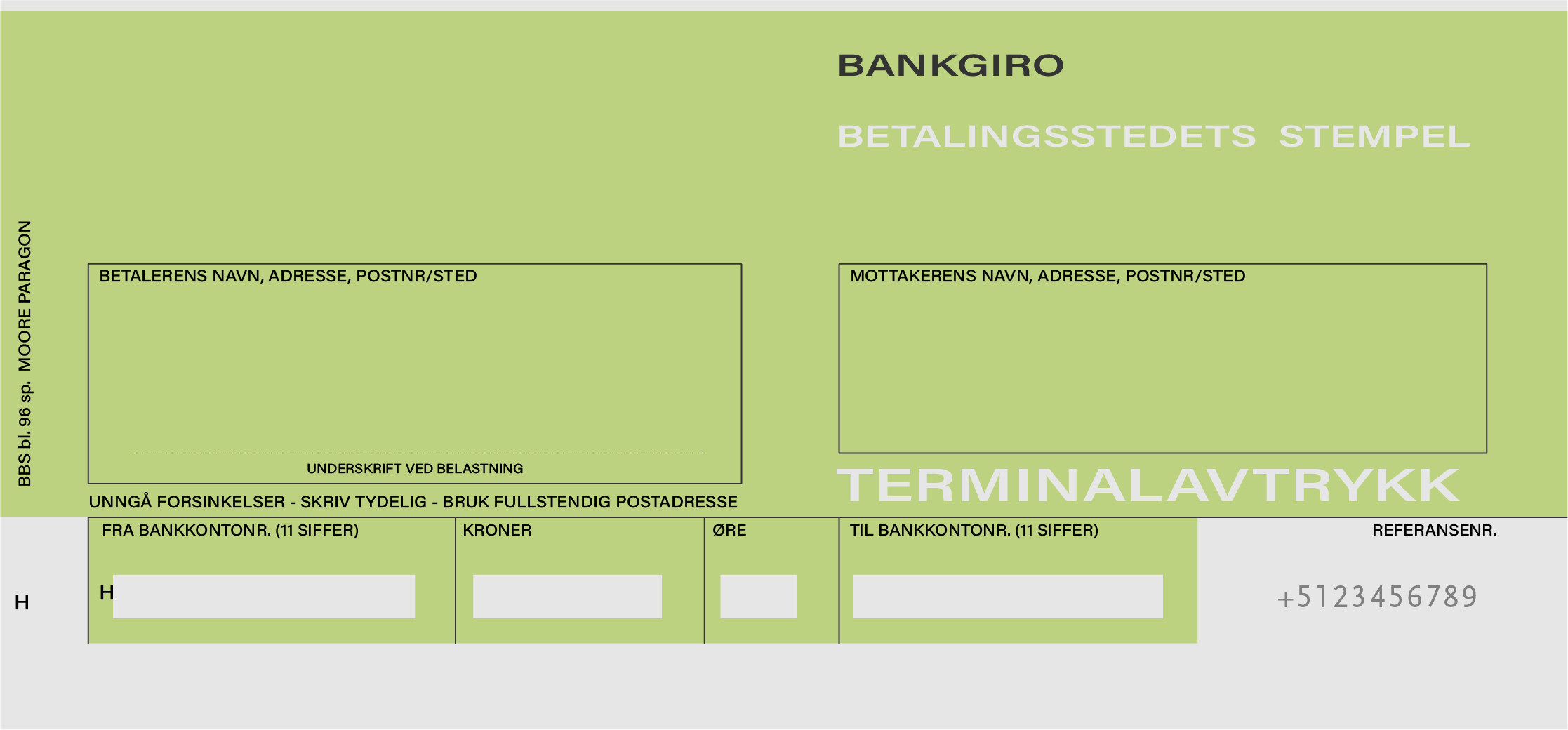
استنساخ نموذج جيرو البنك النرويجي

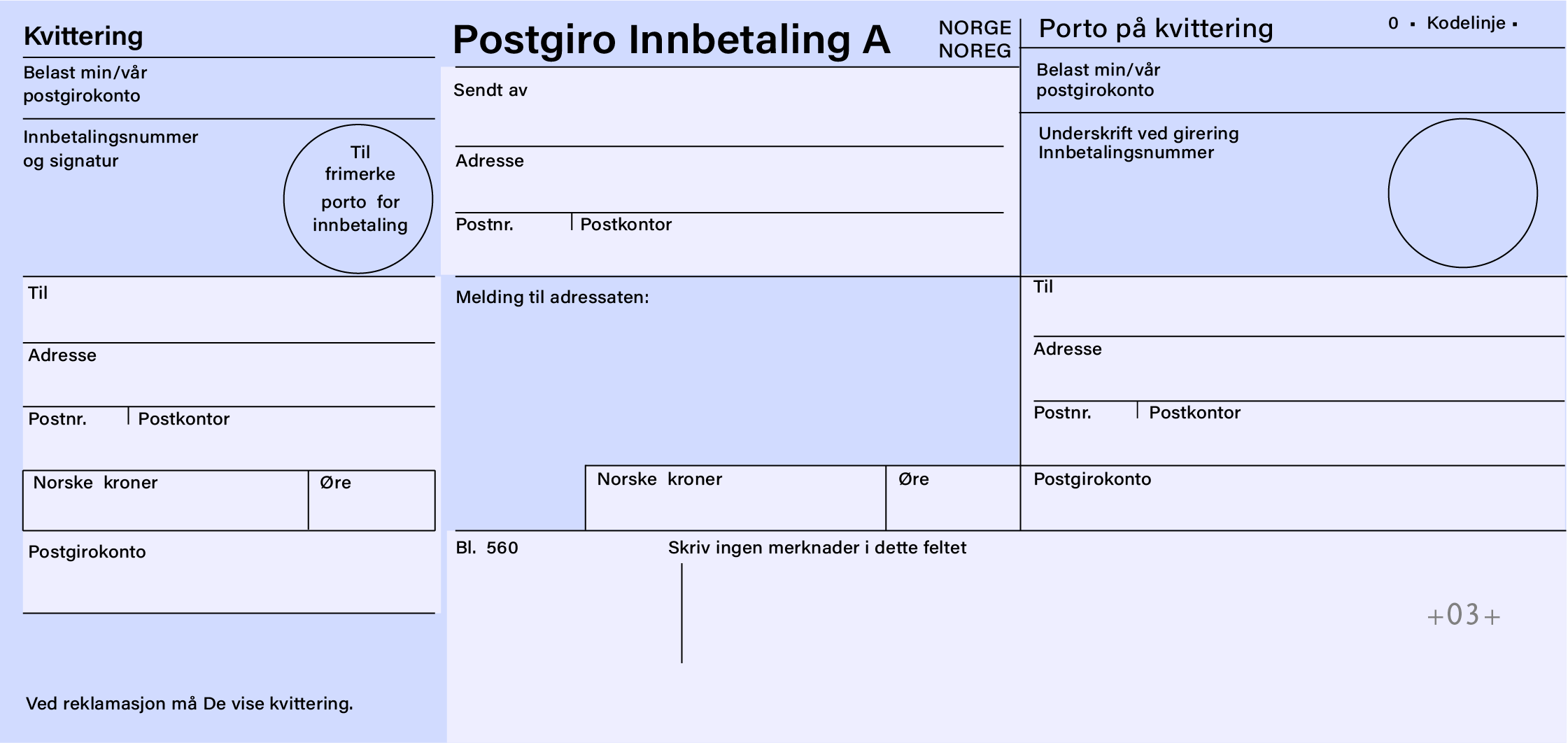
استنساخ نموذج بوستجيرو النرويجي

جيرو أو التجيير (من اللاتينية اللف، التدوير، التداول أو التحويل) هو شكل من أشكال الدفع من حساب مصرفي إلى آخر، والذي يتمّ إعداده من قبل الشخص الذي سيدفع. يتم إجراء التحويل المصرفي بشكل أساسي من خلال قيام الدافع بتسجيل خصم من حسابه البنكي إلى الحساب البنكي للمدفوع له، على سبيل المثال عند دفع فاتورة .
على الرغم من أن الخصم والائتمان يتضمنان في أغلب الأحيان حسابًا مصرفيًا، إلا أن خدمة الجيرو مفتوحة لإجراء الدفعات دون استخدام حساب مصرفي لكل من الدافع (في حالة الدفع نقدًا عند إجراء التحويل خارج شباك البنك أو مكتب البريد ) والمستفيد (إصدار دفع جيرو (سند دفع) عن طريق البريد).
في البداية، كانت جيرو عبارة عن خدمة دفع تعتمد على استمارة يتم ملؤها، ولكن اليوم تتم معظم التحويلات إلكترونيًا.[بحاجة لمصدر][ بحاجة إلى مرجع ]

## تاريخ
تم استخدام خدمة الجيرو (التجيير) في مصر منذ القرن الأول الميلادي. وفي العصر الحديث ، كانت النمسا أول من استخدم الجيرو البريدي في عام 1883. وبعد مرور بعض الوقت، حذت عدة دول حذوها: سويسرا عام 1906 ، وألمانيا عام 1909 ، وبلجيكا عام 1913 ، وهولندا وفرنسا عام 1918.